# تپه مرجان قیطول ۵
تپه مرجان قیطول ۵ مربوط به دوره اشکانیان دوره ساسانیان است و در شهرستان گیلانغرب، بخش مرکزی، دهستان حومه، ۲۷۰ متری شمال غربی روستای مرجان قیطول واقع شده و این اثر در تاریخ ۲۶ اسفند ۱۳۸۷ با شمارهٔ ثبت ۲۵۷۴۶ به‌عنوان یکی از آثار ملی ایران به ثبت رسیده است.